# Світське життя (фільм)
«Світське життя» (англ. Café Society) — американський трагікомедійний фільм, знятий Вуді Алленом. Світова прем'єра стрічки відбулась 11 травня 2016 року на Каннському кінофестивалі, а в Україні — 21 липня 2016 року. Фільм розповідає про хлопця, на ім'я Боббі, який в 1930-х приїжджає до Голлівуду в надії знайти роботу в кіноіндустрії, але натомість занурюється в бурхливе життя місцевої богеми café society, яка проводить час в модних кафе і нічних клубах.

## У ролях
- Джессі Айзенберг — Боббі Дорфман
- Крістен Стюарт — Вероніка (Вонні) Сібіл
- Стів Карелл — Філ Стерн
- Блейк Лайвлі — Вероніка Гаєс
- Паркер Поузі — Ред Тейлор
- Корі Столл — Бен Дорфман
- Джинні Берлін — Роуз Дорфман
- Кен Стотт — Марті Дорфман
- Анна Кемп — Кенді
- Пол Шнайдер — Стів
- Шеріл Лі — Карен Стерн
- Тоні Сіріко — Віто
- Стівен Кункен — Леонард
- Сарі Леннік — Евелін Дорфман
- Ґріґґс Лорел — дочка Евелін Дорфман
- Макс Адлер — Волт
- Дон Старк — Сол
- Ґреґґ Бінклі — Майк
- Келлі Рорбах — жінка
- Вуді Аллен — оповідач (голос)

## Виробництво
Зйомки фільму почались 17 серпня 2015 року в Лос-Анджелесі.